# 105-я истребительная авиационная дивизия ПВО (1950)
105-я истреби́тельная авиацио́нная диви́зия ПВО (105-я иад ПВО) — авиационное соединение ПВО Вооружённых Сил СССР, впоследствии авиационное соединение ВВС Вооружённых Сил СССР, сформированное в 1950 году.

## История наименований
В истории Военно-воздушных сил СССР, а по преемственности в России, 105-я авиационная дивизия была сформирована, а впоследствии переформировывалась несколько раз:
- 105-я истребительная авиационная дивизия ПВО (15.07.1950);
- 105-я истребительная авиационная дивизия (01.10.1951);
- 105-я истребительно-бомбардировочная авиационная дивизия (01.03.1960);
- 105-я авиационная дивизия истребителей-бомбардировщиков (01.10.1976);
- 105-я смешанная авиационная дивизия (10.08.1993).

После реформирования ВВС России дивизия была переформирована а авиационную базу. Одновременно был расформирован 47-й отдельный гвардейский разведывательный Борисовский Померанский дважды Краснознамённый ордена Суворова авиационный полк (ранее (1 мая 1998 года) полку были переданы регалии расформированного 871-го истребительного авиационного Померанского Краснознамённого полка. Сформированная таким образом авиационная база получила наименование: 
- 7000-я гвардейская авиационная Борисовская Померанская дважды Краснознамённая ордена Суворова база (2009);
- 105-я гвардейская смешанная авиационная Борисовская Померанская дважды Краснознамённая ордена Суворова дивизия (01.12.2013);
- Войсковая часть (Полевая почта) 57655 (до 10.08.1993).

## Создание дивизии
105-я истребительная авиационная дивизия ПВО сформирована 15 июля 1951 года в составе 16-го истребительного авиационного корпуса ПВО Киевского района ПВО.

## Переформирование дивизии
105-я истребительная авиационная дивизия ПВО в октябре 1951 года передана в состав 61-го гвардейского истребительного авиационного корпуса 24-й воздушной армии Группы советских войск в Германии и получила наименование 105-я истребительная авиационная дивизия.

## В составе объединений
| Дата          | Округ                             | Армия (район ПВО)           | Корпус                                             | Примечание |
| ------------- | --------------------------------- | --------------------------- | -------------------------------------------------- | ---------- |
| 15.07.1950 г. |                                   | Киевский район ПВО          | 16-й истребительный авиационный корпус ПВО         |            |
| 01.10.1951 г. | Группа советских войск в Германии | 24-я воздушная армия (СССР) | 61-й гвардейский истребительный авиационный корпус |            |
| 01.03.1960 г. | Группа советских войск в Германии | 24-я воздушная армия (СССР) | 61-й гвардейский истребительный авиационный корпус |            |

## Части и отдельные подразделения дивизии
За весь период своего существования боевой состав дивизии претерпевал изменения, в различное время в её состав входили полки:
| Период                  | Наименование                                      | Примечание                                |
| ----------------------- | ------------------------------------------------- | ----------------------------------------- |
| 15.07.1950 — 01.10.1951 | 296-й истребительный авиационный полк ПВО         | переименован в 296-й иап                  |
| 15.07.1950 — 01.10.1951 | 497-й истребительный авиационный полк ПВО         | переименован в 497-й иап                  |
| 15.07.1950 — 01.10.1951 | 559-й истребительный авиационный полк ПВО         | переименован в 559-й иап                  |
| 01.10.1951 — 01.03.1960 | 296-й истребительный авиационный полк             | передан в 6-ю гвардейскую иад             |
| 01.10.1951 — 01.03.1960 | 497-й истребительный авиационный полк             | переименован в 497-й ибап                 |
| 01.10.1951 — 01.03.1960 | 559-й истребительный авиационный полк             | переименован в 559-й ибап                 |
| 01.03.1960 — 01.03.1960 | 116-й гвардейский истребительный авиационный полк | передан из 126-й иад на замену 296-го иап |